# Krikettlabda

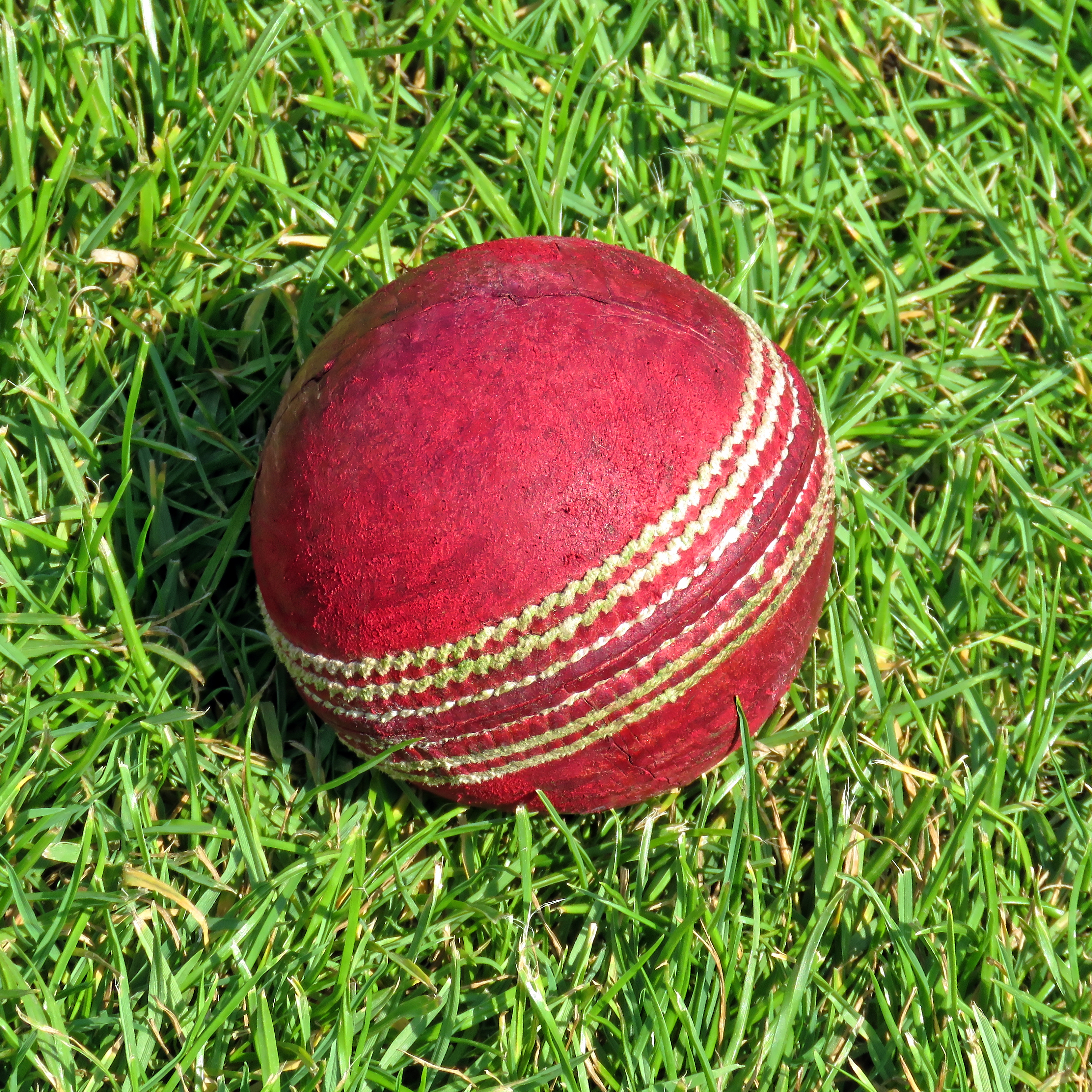
Hagyományos, piros krikettlabda

A krikettlabda a krikett nélkülözhetetlen kelléke. Kemény, tömör, egy tenyérben elférő labda, színe hagyományosan piros, de sokszor használnak fehér, újabban bíbor színűt is. Belsejének fő anyaga a parafa, kívül keményített bőr borítja. A krikett 42 törvénye közül a labdára a 4. számú vonatkozik.

## Leírása
A professzionális krikettlabda belsejének nagy részét egy parafa mag teszi ki, aminek aztán teljes felületét sűrűn körültekerik egy vékony fonallal. Előfordul, hogy erre még néhány parafa és ugyanennyi fonalréteget is helyeznek. Végül kettő vagy négy marhabőrdarabot két félgömbbé formálva befedik ezt a magot, és a labda kerülete mentén több soros varrással összevarrják. Ez a varrásos csík egy kicsit kiemelkedik a gömbfelületből, így a krikettlabda nem szabályos gömb alakú. Ezt az alakszabálytalanságot a dobó is kihasználhatja: ha úgy sikerül dobnia, hogy a labdának pont ez a varrott része érinti a dobósáv talaját, a pattanás után a labda irányt változtathat, és becsaphatja az ütőjátékost.
Olcsóbb, gyakorlásra vagy amatőr mérkőzéseken használt labdák máshogy is felépülhetnek, például egy keményebb magot, és akörül egyfajta szivacsos réteget tartalmazhatnak.
Attól függően, hogy kik, milyen versenyben használják, a labda méretei különbözők lehetnek:
| Verseny           | Tömeg       | Kerület      | Átmérő     |
| ----------------- | ----------- | ------------ | ---------- |
| Felnőtt férfi     | 155,9–163 g | 22,4–22,9 cm | 7,1–7,3 cm |
| Felnőtt női       | 140–151 g   | 21,0–22,5 cm | 6,7–7,2 cm |
| 13 éves kor alatt | 133–144 g   | 20,5–22,0 cm | 6,5–7,0 cm |

Színe hagyományosan piros, de amióta megjelentek a korlátozott dobásszámú (A-listás és Húsz20-as) játékformátumok, és ezeknek a mérkőzéseit gyakran estébe nyúlóan játsszák, bevezették a fehér labdákat is, a piros ugyanis a reflektorok fényében kevésbé jól látható. 2015-ben Ausztráliában, majd 2017-ben Angliában már olyan tesztmérkőzéseket is rendeztek, amelyeknek kezdési és befejezési időpontjait a szokásosnál későbbre tolták, aminek következtében azok is belenyúltak az estébe, így újabb újítást kellett bevezetni: a bíbor színű labdát. A fehér azért nem jöhetett szóba, mert a tesztben a játékosok ruhája is fehér, a szintén vizsgált élénk sárga vagy narancssárga pedig a televíziós szakemberek szerint a közvetítések miatt nem lett volna a legalkalmasabb.
A varrás a piros labdákon fehér színű, a fehér labdákon a varrás belső sorai fehérek, a külső sorai zöldek, míg a rózsaszín labda varrása fekete.

## Készítése
Krikettlabdákat azokban az országokban, ahol a sport népszerű, számos kézműves és kisebb cég állít elő, de léteznek nagy labdagyártó cégek is, mint például az ausztrál Kookaburra, az angol Dukes és az indiai Sanspareils Greenlands (SG). A Kookaburra labdáit használják szinte az összes nemzetközi mérkőzésen, kivéve az Angliában, az Írországban és a Karib-szigeteken rendezett tesztmérkőzéseken (ahol Dukes-labdákat használnak) illetve az indiai tesztmérkőzéseken, ahol az SG-labdák vannak használatban.
Miután a parafából gömböt formáztak, azt egy gép segítségével sűrűn betekerik egy vékony fonallal. Erre még jöhet néhány réteg újabb parafa és újabb réteg fonal, de lehet, hogy már rögtön a bőrborítást teszik rá. Amikor piros labdát készítenek, a bőrt már előre megszínezik. A 2–4,5 mm vastag bőrből „szem alakú” darabokat vágnak: ezekkel borítják be az előbb elkészült magot, majd összevarrják. Vannak speciálisan labdavarrásra kialakított varrógépek is, de még a nagy gyártóknál is gyakran kézzel varrják a legkiemelkedőbb minőségűnek szánt labdákat. Egy gyakorlott embernek is legalább egy óráig tart, mire egy labdát megvarr, így egy ember legfeljebb napi 7–8 krikettlabdát tud összevarrni. A labdákat egy szintetikuszsír-bevonat segítségével fényezik, egyúttal vízállóbbá teszik.
A rózsaszín labda ugyanúgy készül, mint a piros, csak a végén még egy plusz vékony réteg színezőanyagot fújnak rá.

## Kopása, elhasználódása, módosítása
A krikettlabda a nagy sebességű dobásoktól és a kemény ütővel történő ütésektől hamar tönkremegy. A szabályok kimondják, hogy (hacsak előzetesen más megegyezés nem születik), minden mérkőzés minden játékmenetének elején bármelyik csapatkapitány kérhet új labdát, a több napos mérkőzések során pedig kötelező egy bizonyos dobásszám után lecserélni. Ez a szám országonként változhat, de nem lehet kevesebb, mint 75 játszma, azaz 450 érvényes dobás. A legtöbb első osztályú formátumban játszott mérkőzésen, többek között a tesztmérkőzéseken is a dobó csapatnak 80 játszma (480 érvényes dobás) után joga van új labdát kérni. Ha viszont annyira megrongálódik játék közben, hogy az már túlmegy a használhatóság határán, akkor mindenképpen új labdával kell folytatni a mérkőzést, és ennek az új labdának lehetőleg olyan állapotúnak kell lennie, mint amilyen az előző labda a végleges tönkremenetel előtt volt. Ugyanez igaz arra az esetre is, ha a labda elveszik, például ha az ütő kiüti a labdát a stadionból. Labdacserénél a játékvezetők jeleznek az ütősöknek is.
Mivel a levegő gyorsabban áramlik a fényes, sima felület fölött, ezért ha a labda két fele nem egyformán sima, az aerodinamikai hatások miatt máshogy száll, csavarodik a levegőben. Ez a dobóknak kedvez, mivel az ütős így nehezebben tudja kiszámítani, hova és hogyan érkezik meg a labda. A krikett szabályai éppen ezért tiltják, hogy a dobó bármilyen külső eszközzel vagy anyaggal módosítsa a labdát. Az azonban nem tiltott, hogy izzadsággal vagy nyállal dörzsöljék be a felületét, ezért ezt sokan meg is teszik. Ha kiderül azonban, hogy illegális labdamódosítás történt (ez sok vitát szokott kavarni), a labdát azonnal lecserélik.
Az elhasználódott labdák sok helyen végezhetik. Ha még viszonylag jó állapotban van, használhatják később cserelabdaként vagy gyakorlólabdaként. Gyakran (főként az indiai bajnokságban) megkapja valamelyik törzsszurkoló, illetve ha valamilyen rendkívül fontos mérkőzés labdája volt, akkor a hazai krikettegyesületé lesz, amely megtarthatja emlékbe vagy akár el is árverezheti. A tönkrement labdák egy részét újra is hasznosíthatják.

## Veszélyei
Bár a labda tömege viszonylag kicsi, a nagy dobási sebességek miatt (a valaha mért leggyorsabb labda 161,3 km/h-s sebességgel repült) könnyen okozhat sérüléseket. Több halálos balesetet is okozott már krikettlabda, például így hunyt el 2013-ban a dél-afrikai Darryn Randall, 2014-ben pedig az ausztrál Phillips Hughes.

## Képek

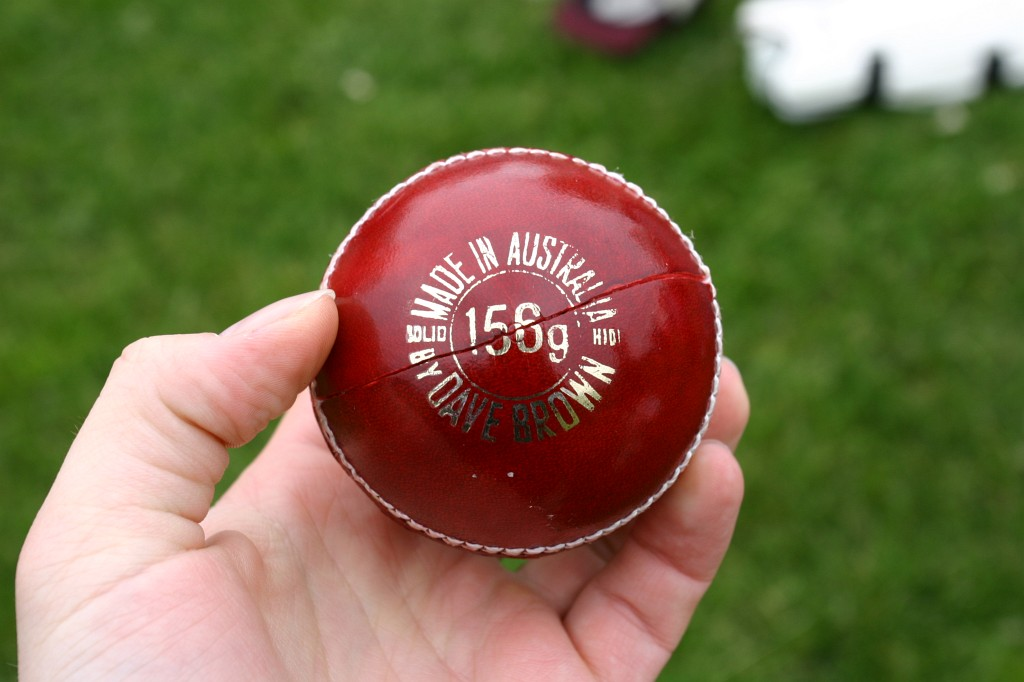
A labda kézben tartva
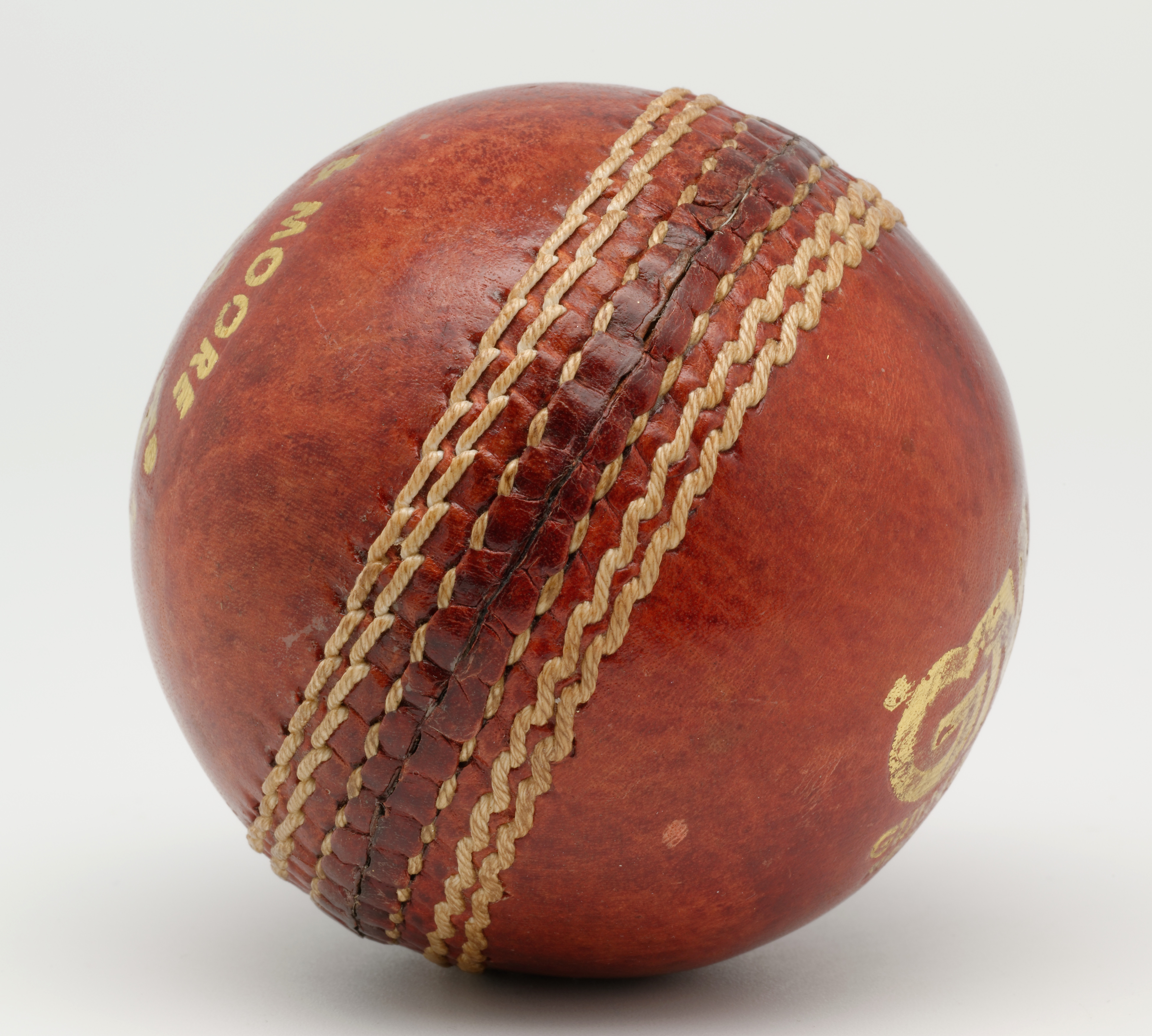
Nagy felbontású kép
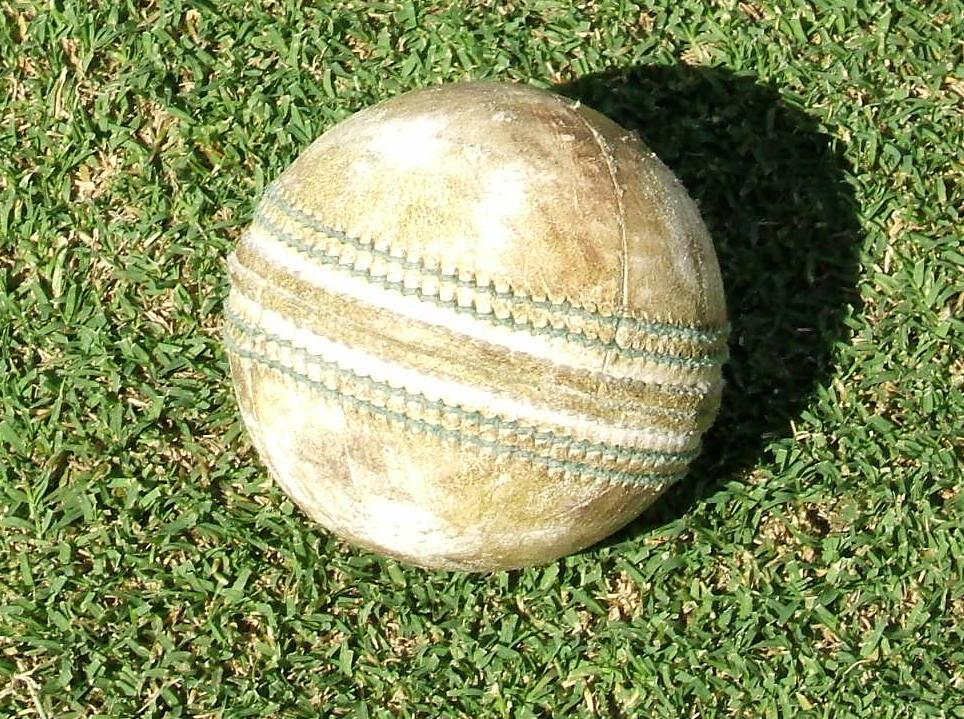
Használt fehér labda
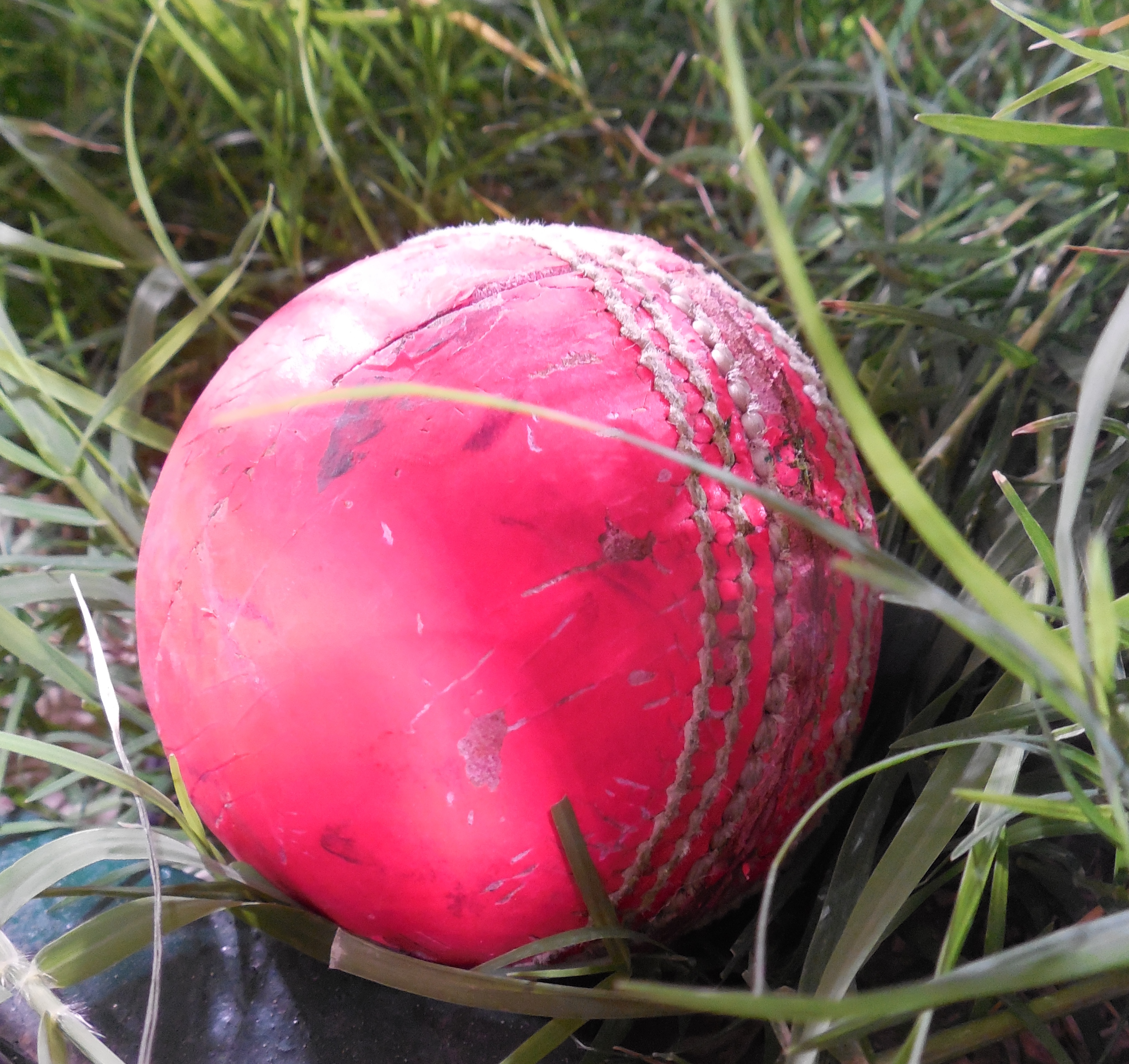
Használt bíbor labda